# 栋达格尔新城
栋达格尔新城（法語：Villeneuve-la-Dondagre，法語發音：[vilnœv la dɔ̃daɡʁ]）是法国勃艮第-弗朗什-孔泰大区约讷省的一个市镇，属于桑斯区。

## 地理
栋达格尔新城（48°8'17"N, 3°8'9"E）面积14.55 平方千米，位于法国勃艮第-弗朗什-孔泰大區约讷省，该省份为法国中北部内陆省份，西接卢瓦雷省，西北接塞纳-马恩省，南至涅夫勒省，东临科多尔省，东北与奥布省接壤。
与栋达格尔新城接壤的市镇（或旧市镇、城区）包括：富谢尔、拉贝利奥勒、科勒米耶、科尔南、库尔图万、埃格里塞勒-勒博卡日、圣瓦莱里安、叙布利尼。

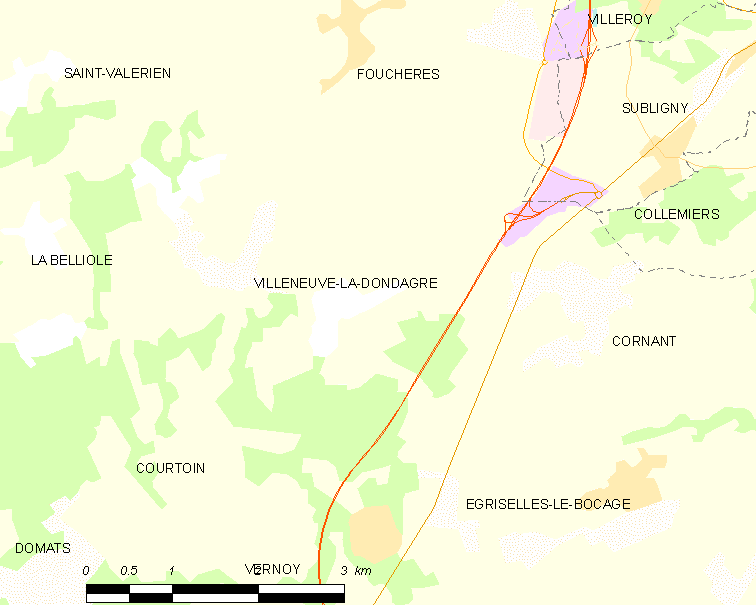
栋达格尔新城的OSM定位图

栋达格尔新城的时区为UTC+01:00、UTC+02:00（夏令时）。

## 行政
栋达格尔新城的邮政编码为89150，INSEE市镇编码为89459。

## 政治
栋达格尔新城所属的省级选区为勃艮第地区加蒂奈县。

## 人口

1962-2008年间栋达格尔新城人口变化图示

栋达格尔新城于2022年1月1日时的人口数量为337人。